# Сдвиг (геология)
Сдвиг — смещение одних блоков горных пород относительно других преимущественно в горизонтальном направлении по разлому. При образовании сдвига главные нормальные сжимающее и растягивающее напряжения субгоризонтальны. Для сдвига характерна субвертикальная ориентировка сместителя.

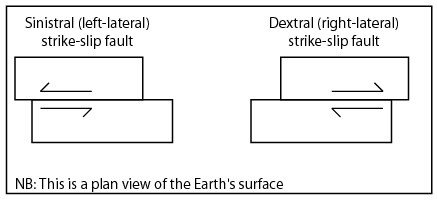
Правосторонний (справа) и левосторонний (слева) сдвиги

По направлению выделяются правосторонние и левосторонние сдвиги. Мнемоника запоминания направления проста, достаточно вообразить себя стоящим поперёк разлома и двинуть руки по направлению движения крыльев разлома. Рука, которая пойдёт назад, определит направление сдвига.